# Epichloe
Epichloe — рід грибів родини Clavicipitaceae. Назва вперше опублікована 1865 року.

## Класифікація
До роду Epichloe відносять 4 види:
- Epichloe alsodes
- Epichloe festucae
- Epichloe hybrida
- Epichloe schardlii